# سیریل براون
سیریل براون (انگلیسی: Cyril Brown؛ ۲۵ مه ۱۹۱۸ – ۱۵ آوریل ۱۹۹۰) بازیکن فوتبال بود.
از باشگاه‌هایی که در آن بازی کرده‌است می‌توان به باشگاه فوتبال نوتس کانتی اشاره کرد.